# Суханов, Борис Владимирович
Борис Владимирович Суханов (5 апреля 1890 года — после 1918 года) — штабс-ротмистр Русской императорской армии, герой Великой войны — кавалер  Георгиевского оружия, позднее повышенного Временным Правительством до ордена святого Георгия IV степени.

## Ранние годы
Родился в Казанской губернии в семье известного учёного-краеведа и педагога В. М. Суханова, будущего статского советника – инспектора народных училищ Вятской губернии, и А. Н. Сухановой. Православный. Окончил полный курс Первой Вятской губернской мужской гимназии, в военной службе с 1 сентября 1911 года, окончил Тверское кавалерийское училище по 1-му разряду 6 августа 1913 года со старшинством 6 августа 1912 года. Выпущен из училища корнетом в Каргопольский 5-й драгунский полк. В полку назначен в 5-й эскадрон под командование подполковника Давида Ильича, князя Абхази. На 1914 год холост, травматических повреждений и наград не имеет.

## Великая война
Участник Первой Мировой войны в составе Каргопольского 5-го драгунского полка. 

### Анненский подвиг
В бою по защите переправы на реке Пилица силами 1-го (ротмистра Козлова) и 5-го (подполковника князя Абхази) эскадронов полка корнет Суханов после сдачи основных сил противника в плен отобрал карабин у одного из пленных и пустился в погоню за немецким офицером и сопровождавшими его тремя военнослужащими германской армии. Преследуя противника на полном скаку в течение 10 верст, двух из сопровождающих застрелил, а офицера ранил и вместе с последним сопровождающим принудил к сдаче и доставил под конвоем в расположение своего эскадрона.

### Георгиевский подвиг
10 ноября 1914 года будучи послан с 10 солдатами в разъезд в окрестности города Лович корнет Суханов с солдатами преодолел простреливаемый противником участок у деревни Голенско, где, встреченный ружейным огнем спешенного полуэскадрона германской кавалерии численностью в 60 человек, спешил свой разъезд и ответным ружейным огнем заставил противника бежать с поля боя, после чего мгновенно посадил людей на лошадей и начал преследование отступающих, в то же время фиксируя сведения о численности, качестве и расположении сил противника, который видя бегство своей кавалерии сам впал в общую панику и бежал обратно в г. Лович. Сведения, доставленные корнетом Сухановым способствовали успешным действиям всей 5-й кавалерийской дивизии.
Награжден Георгиевским оружием (Временным Правительством статус награды повышен до ордена IV степени) и следующим чином. Получив чин поручика сменил штабс-ротмистра Сергея Ломиковского на должности полкового адъютанта, которую бессменно занимал до развала Русского фронта Великой войны. 
С 1916 года — штабс-ротмистр Каргопольского 5-го драгунского полка.
За личную храбрость и умелое руководство вверенным ему участком в Великой войне награждён рядом орденов Российской Империи различных степеней с отличиями «за боевые подвиги». Был жив на 1 ноября 1917 года.
Дальнейшая судьба Бориса Владимировича неизвестна.

## Награды
- Георгиевское оружие (награда повышена до ордена Св. Георгия IV степени решением Временного правительства от 1 ноября 1917 года)[5]
- Орден Св. Владимира IV степени с мечами.[6]
- Орден Св. Анны II степени с мечами[7]
- Орден Св. Анны III степени с мечами[8]
- Орден Св. Анны IV степени с надписью «За храбрость» за отличия против неприятеля[9]
- Орден Св. Станислава II степени с мечами[10]
- Орден Св. Станислава III степени с мечами[11]